# Мацеёвский, Вацлав-Александр
Вацлав-Александр Мацеёвский (пол. Wacław Aleksander Maciejowski, 1792—1883) — польский историк, до 1830 г. проф. римского права в Варшаве.

## Биография
Издал «Principia juris romani» (Варш. 1820; 2 изд., 1825) и ряд очерков по истории рим. права: «Opusculorum Sylloge prima» (1823). В промежутке между восстаниями в Польше 1830 и 1863 гг. М. был глашатаем ненавистной тогдашнему польскому обществу идеи общеславянского единения, хотя бы это единение началось на первых порах не с политики, а только с литературы и науки. Сходясь, таким образом, с Колларом, Шафариком, Ганкой, Бодянским, Погодиным и первым поколением русских славянофилов, М. в Польше стоял совершенно одиноко.
В своей Истории славянских законодательств («Historia prawodawstwa słowiańskiego») (Варш. 1832-35; 2 перер. изд., 1856-65; русск. перев. I т. в «Чтениях Моск. Общ. Ист. и Древн.» 1858 г. кн. I и 1860 г. кн. III) М. поставил себе задачей выяснить юридическое единство славянского мира; на национальные особенности отдельных законодательств он обращал меньше внимания. Обширный труд этот, поныне остающийся единственным всеобъемлющим трудом по данному предмету, не создал школы, не отличается и хорошим методом исследования, цитаты нуждаются в проверке; но в нем рельефно сказались главные качества автора — громаднейшая начитанность, способность создавать самые неожиданные гипотезы и возбуждать вопросы, вызывая к спору и содействуя, тем самым, успехам науки. В соч. В. Дуткевича: «Spostrzeženia nad historią prawodawst slowiańskich» (Варш. 1870) подробно указаны многочисленные ошибки М. в истории польск. права.
Сам М. сознавал необходимость переработки многих вопросов, им затронутых. Он совершил несколько поездок за границу и вновь собранные им памятники издал, с объяснениями, под заглавием: «Pamiętnik o dziejach piśmiennictwa i prawa Słowian» (Варш., 1839; русск. перев. 1-го т. Евецкого: «История первобытной христианской церкви у славян», Варш., 1840; 2 т. — Дубровского: «Очерк истории письменности и просвещения славян. народов до XIV в.», в «Чтениях Моск. Общ. Истор. и Древн.» 1846, кн. II). В 1-м т. этой книги [О цензурных послаблениях, которые, в глубокой тайне, были сделаны русск. правительством, дабы облегчить выход в свет этого соч. М., см. документ, сообщ. В. Науменко в «Киевск. Старине» 1896 г. № 2] М. доказывал, что в древней Польше существовало славянское богослужение, которое лишь впоследствии, в силу политических обстоятельств, вытеснено было латинством. Во введении ко II-му тому своего сборника, посвященному истории письменности и просвещения, М. утверждает, что из всех народов древности одни только греки были истинными проводниками просвещения, а в будущем эта роль должна быть уделом славян.
Следующим крупным трудом М. является: «Polska aż do pierwszej połowy XVII w. pod względem obyczajów i zwyczajów» (Варшава, 1842), где он задался мыслью представить картину внутренней жизни польск. народа по его литературным памятникам и описал польский быт словами авторов XVI и XVII вв., вследствие чего книга эта никогда не потеряет своего значения.
Издав затем «Pierwotne dzieje Polski i Litwy» (Варш., 1846), «Kronika polska pierwszych dziesię ciu wiekó w po Chrystusie» (Варш., 1848) и «Roczmki i kroniki polskie и litewskie» (1860), M. в 1852 г. выпустил замечательный, громадный труд: «Piśmiennictwo polskie od czasów najdawniejszych aż do roku 1830» (Варшава; доведен до 1650 г.) — наиболее важный вклад его в науку, но наименее оцененный современниками. Здесь М. впервые описал произведения польской письменности на основании личного изучения её памятников (для чего обозревал библиотеки публичные и частные в землях бывшего польск. королевства и за границей), не только собрал, но и критически оценил весь литературный материал и поставил историю польск. литературы в связь с историей польск. культуры (в последнем отношении М. имел предшественника в лице Майоркевича). Рассматривая литературу как нечто цельное, органически связанное, М. отказывается делить её на периоды или эпохи и только усматривает в ней повороты, направления (zwroty). К первому повороту относит он народную литературу, ко второму — время от начала письменности до появления выдающихся писателей XVI в.; третий поворот составляет синтез предыдущих — развитие народно-национальной литературы.
После выхода «Истории письменности» М. прожил еще 30 лет, неустанно работая, но в его позднейших трудах нет ничего замечательного, и многое свидетельствует об упадке его умственных сил. Перечень сочинений М. после 1852 г. см. в ст. Пташицкого; в «Ж. M. H. Пр.» (1883, № 3). На русский яз. переведены еще следующие соч. М.: «Древнепольская сельская община» (Варш. 1877), «Об обычном праве карпатских горцев, малороссов и великороссов» (из III т. «Истории слав. законодательств», «Юридический Вестник» 1878, № 7) и «Евреи в Польше, Руси и Литве» (Варш., 1881).

## Сочинения
- В. А. Мацеёвский, Введение в историю славянских законодательств первого периода // «Телескоп», 1835, часть 25, № 3, стр. 331—368, № 4, стр. 463—487
- Об обычном праве карпатских горцев, малороссов и великоруссов / пер. В. Гецевич.- Москва, ценз. 1878
- Historia prawodawstwa słowiańskiego, t. 1-4, 1832-1835.
- Pamiętnik o dziejach piśmiennictwa i prawa Słowian, t. 1-2, 1839;
- Polska aż do pierwszej połowy XVII w. pod względem obyczajów i zwyczajów, t. 1-4, 1842;
- Pierwotne dzieje Polski i Litwy, 1846;
- Roczniki i kroniki polskie i litewskie najdawniejsze, 1850;
- Piśmiennictwo polskie od czasów najdawniejszych aż do roku 1830, t. 1-3 (доведен до  1650), 1851-1852 (том 1, том 2, том 3);
- ŻYDZI W POLSCE, NA RUSI I LITWIE czyli Opowieść historyczna o przybyciu do pomienionych krajów dziatwy Izraela — i o powodzeniu jej tamże w przestworze VIII — XVIII wieku, którą jako czwarty dodatek do historyi prawodawstw słowiańskich drukiem  1878
- KSIĄDZ PIOTR SKARGA. Szkic historyczno-literacki